# Айваз, Михал
Михал Айваз (чеш. Michal Ajvaz; род. 30 октября 1949, Прага) — чешский писатель и философ.

## Биография
Родился 30 октября 1949 года в Праге в семье выходца из России, евпаторийского караима, химика Михаила Моисеевича Айваза (1904—1994) и венской чешки Анны Конвичковой (1916—1996). Сестра Ольга (род. 1948), переводчик, проживает в Канаде. В 1967—1974 годах изучал в Карловом университете богемистику и эстетику, курса не кончил. Занимался неквалифицированным трудом, сменил несколько занятий. До 1989 года был лишён возможности публиковаться. В 1996—1999 годах служил редактором в популярном еженедельнике Literární noviny. С 2003 года — сотрудник Института теоретических исследований Карлова университета и АН Чехии. Имеет сына Михаила (род. 2003).

## Творчество
Дебютировал в 1989 книгой стихов. Помимо стихов и прозы автор книг о философии Деррида, поэтике Борхеса, философских работ о языке, памяти, искусстве. Перевел роман Эрнста Юнгера На мраморных утесах (1995). В 2012 году его книга «Люксембургский сад» была удостоена премии Magnesia Litera как лучшая книга года.

## Книги
- Убийство в отеле Континенталь/ Vražda v hotelu Intercontinental, стихи (1989)
- Возвращение старого варана/ Návrat starého varana, новеллы (1991)
- Другой город/ Druhé Město, роман (1993, переизд.2005, англ. пер. 2009)
- Знак и бытие. О грамматологии Деррида/ Znak a bytí. Úvahy nad Derriderovou grammatologií (1994)
- Tiché labyrinty (1997)
- Бирюзовый орел/ Tyrkysový orel, две повести (1997)
- Tajemství knihy (1997)
- Золотой век/ Zlatý věk, роман-дневник (2001, фр. пер. 2007, англ. пер. 2010)
- Sny gramatik, záře písmen. Setkání s Jorgem Luisem Borgesem (2003)
- Světelný prales. Úvahy o vidění (2003)
- Пустынные улицы/ Prázdné ulice, роман (2004, премия Ярослава Сейферта)
- Znak, sebevědomí a čas. Dvě studie o Derridově filosofii (2005)
- Пятьдесят пять городов, тревелог/ Padesát pět měst. Katalog sídel, o kterých vyprávěl Marco Polo Kublaj Chánovi, sepsaný k poctě Calvinovi (2006)
- Поездка на юг/ Cesta na jih, роман-тревелог (2008)
- Lucemburská zahrada, роман (2011, премия Magnesia Litera 2012 за лучшую книгу года)

## Признание
Книги писателя переведены также на испанский, голландский, венгерский, словенский, польский, японский языки, иврит.

## Публикации на русском языке
- Люксембургский сад. Пер. с чеш. О. В. Акбулатовой. — СПб., Глобус, 2013. ISBN 978-598255-014-9
- Другой город. СПб.: Азбука-Классика, 2004.
- Из книги "Убийство в отеле «Интерконтиненталь»: Стихотворения в пер. Е. Лагутиной // «Воздух», 2006, № 3.